# Orbeasca de Sus
Orbeasca de Sus – wieś w Rumunii, w okręgu Teleorman, w gminie Orbeasca. W 2011 roku liczyła 2914 mieszkańców.